# Кабош, Илона
И́лона Ка́бош (венг. Kabos Ilona; 7 декабря 1898, Будапешт — 27 мая 1973, Лондон) — венгерско-британская пианистка.

## Биография
Как замечает американский музыковед Аллан Эванс, биография Кабош малоизвестна. В молодости её отметил Ферруччо Бузони. Кабош училась в Будапеште у Арпада Сенди, Лео Вайнера и Золтана Кодаи, в 1915 г. получила премию имени Листа — знак отличия в Музыкальной академии имени Листа, с 1916 г. начала концертировать в Венгрии, охотно исполняя новые сочинения Кодаи, Белы Бартока, Луиджи Даллапиккола и других новейших композиторов. Гастролировала в Нидерландах, Германии и Австрии (1918). Затем Кабош продолжила обучение во Франции, с 1938 г. жила в Англии. В декабре 1951 г. дебютировала в США исполнением произведений Листа и Бартока — наиболее близких ей композиторов. Выступала в «Променадах» Би-би-си — с Лондонским симфоническим оркестром под управлением Бэзиля Кэмерона. Давала мастер-классы в США и Европе, в том числе в Дарлингтонской летней школе.
В 1951—1960 гг. Кабош выступила музыкальным консультантом шести художественных фильмов, в том числе экранизации пьесы Томаса Стернза Элиота «Убийство в соборе» (1951).
С 1965 года, переехав США, преподавала в Джульярдской школе; в педагогической деятельности практиковала обмен студентами с другими педагогами, в частности, с Розиной Левиной. Среди её учеников — пианисты Пэк Кон У, Эммануил Красовский, Петер Франкл, Джон Огдон, Талия Майерс, Джозеф Каликстайн, Мэрилин Энгл (англ. Marilyn Engle), Франк Вибо (фр. Frank Wibaut), Джоан Хэвилл, Норма Фишер, Нерин Барретт и др.
Запись сольного концерта И.Кабош в Нью-Йорке была выпущена Bartok Records.

### Семья
Муж (до 1945) — Луи Кентнер (1905—1987), пианист.

## Отзывы
Она — венгерка — была превосходным учителем, хотя и чрезвычайно бурным. Она раньше кричала на меня (такие «венгерские спектакли»), но она была хороша для меня. Она любила мою игру, но чувствовала, что мне было необходимо больше наглости, я должен был больше раскрыться. Она продвинула меня вполне немного…. Мы боролись как кошка с собакой, она хотела исключить меня из своего класса. В первые два года это была чистая пытка, хотя я должен признать, что она действительно сконцентрировала меня — особенно в третий год учёбы у неё. Независимо от того, насколько бурной она была, она всегда говорила вещи в пользу студента. Иногда был элемент того, что она была королевой, но она всегда пыталась извлечь из нас, что следовало извлечь. Через все это я много получил от неё.
Оригинальный текст (англ.)She was Hungarian, and an excellent teacher, though she was extremely tempestuous. She used to scream at me — lots of Hungarian histrionics — but she was good for me. She liked my playing but felt I needed more chutzpah — needed to come out more. She pushed me quite a bit. … We fought like cats and dogs — she wanted to throw me out of her class. For the first two years, it was sheer torture, though I have to admit she really pulled me together — especially the third year I studied with her. No matter how stormy she was, she would always say things for the benefit of student, not to show off. Sometimes there was the element of her being the queen, but she always tried to extract from we what was there to extract. Through it all, I learned a great deal from her.
— Robin McGabe